# Rhipidure à grands sourcils
Rhipidura aureola
Espèce
Statut de conservation UICN

 LC  : Préoccupation mineure
Le Rhipidure à grands sourcils est une espèce de passereaux d'Asie appartenant à la famille des Rhipiduridae.

## Habitat et répartition
Il vit dans les forêts et les bois d'Asie du Sud tropicale depuis l'Inde et le Sri Lanka jusqu'au Vietnam.

## Nidification
La femelle pond trois œufs dans un nid en coupe dans un arbre.

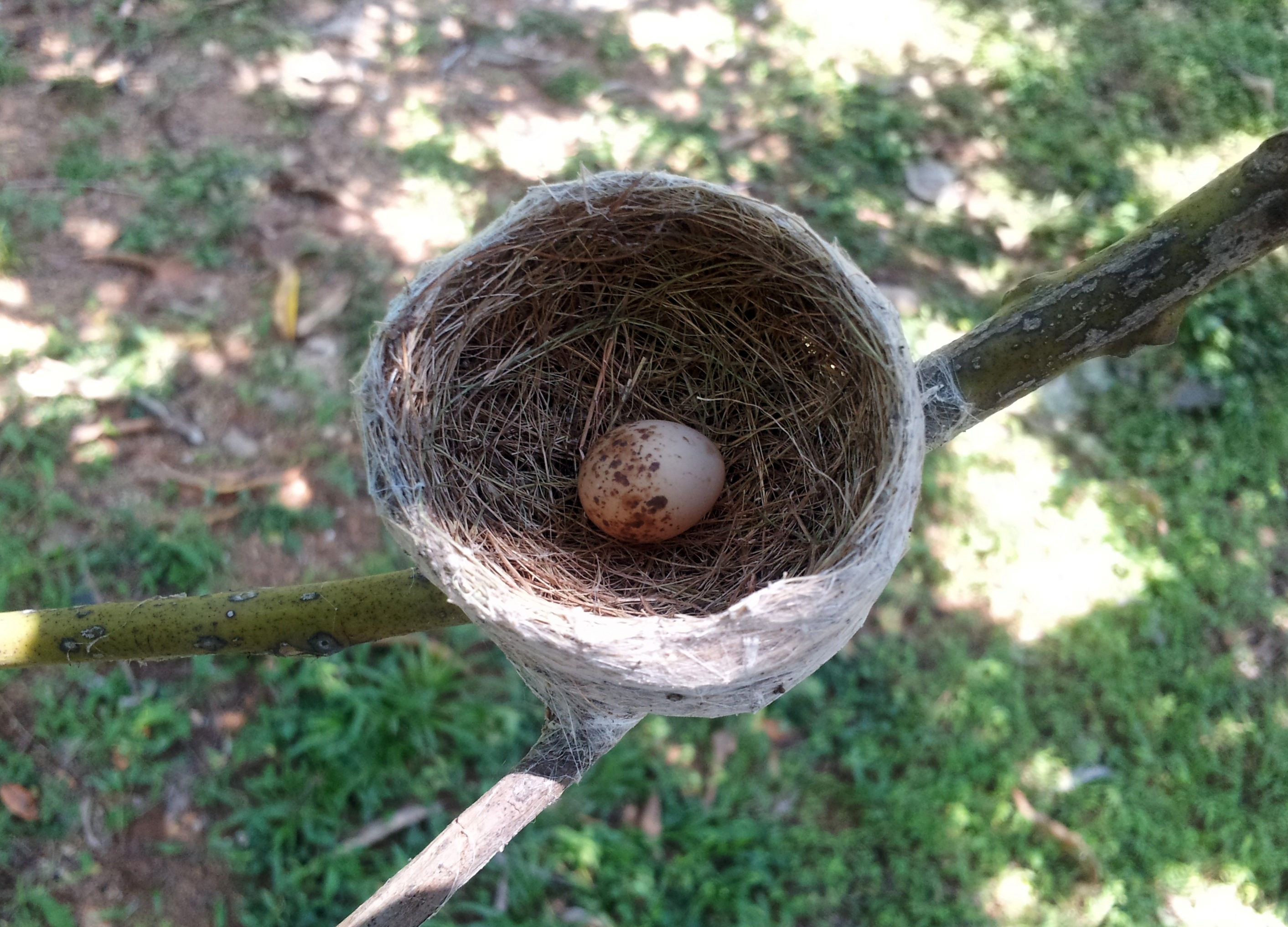
Nid de Rhipidure à grands sourcils.

## Liste des sous-espèces
Selon Alan P. Peterson, cet oiseau est représenté par trois sous-espèces :
- Rhipidura aureola aureola Lesson 1831
- Rhipidura aureola burmanica (Hume) 1880
- Rhipidura aureola compressirostris (Blyth) 1849